# سپتامبر ۲۰۱۳
سپتامبر ۲۰۱۳، یکی از ماه‌های ۲۰۱۳ میلادی است.
آغاز آن، روز یکشنبه برابر با ۱۰ شهریور ۱۳۹۲ خورشیدی.

## ۵ سپتامبر۲۰۱۳
- بزرگ‌ترین آتشفشان زمین پیدا شد

## ۲۶ سپتامبر۲۰۱۳
- نخستین دیدار وزرای امور خارجه ایران و آمریکا پس از ۳۴ سال

## ۲۷ سپتامبر۲۰۱۳
- اوباما تلفنی با روحانی صحبت کرد

## پیوندهای روزانه
- درگاه: وقایع کنونی/وقایع ۵ سپتامبر ۲۰۱۳
- درگاه: وقایع کنونی/وقایع ۲۶ سپتامبر ۲۰۱۳
- درگاه: وقایع کنونی/وقایع ۲۷ سپتامبر ۲۰۱۳